# رائول ویارئال
رائول ویارئال (اسپانیایی: Raúl Villarreal‎; ۲۹ اکتبر ۱۹۰۹ – نامشخص) بوکسور اهل آرژانتین بود.